# Hesperocodon hederaceus
Das Efeu-Moorglöckchen (Hesperocodon hederaceus (L.) Eddie & Cupido, Syn.: Wahlenbergia hederacea (L.) Rchb.) ist die einzige Art der Pflanzengattung Hesperocodon innerhalb der Familie der Glockenblumengewächse (Campanulaceae).

## Beschreibung

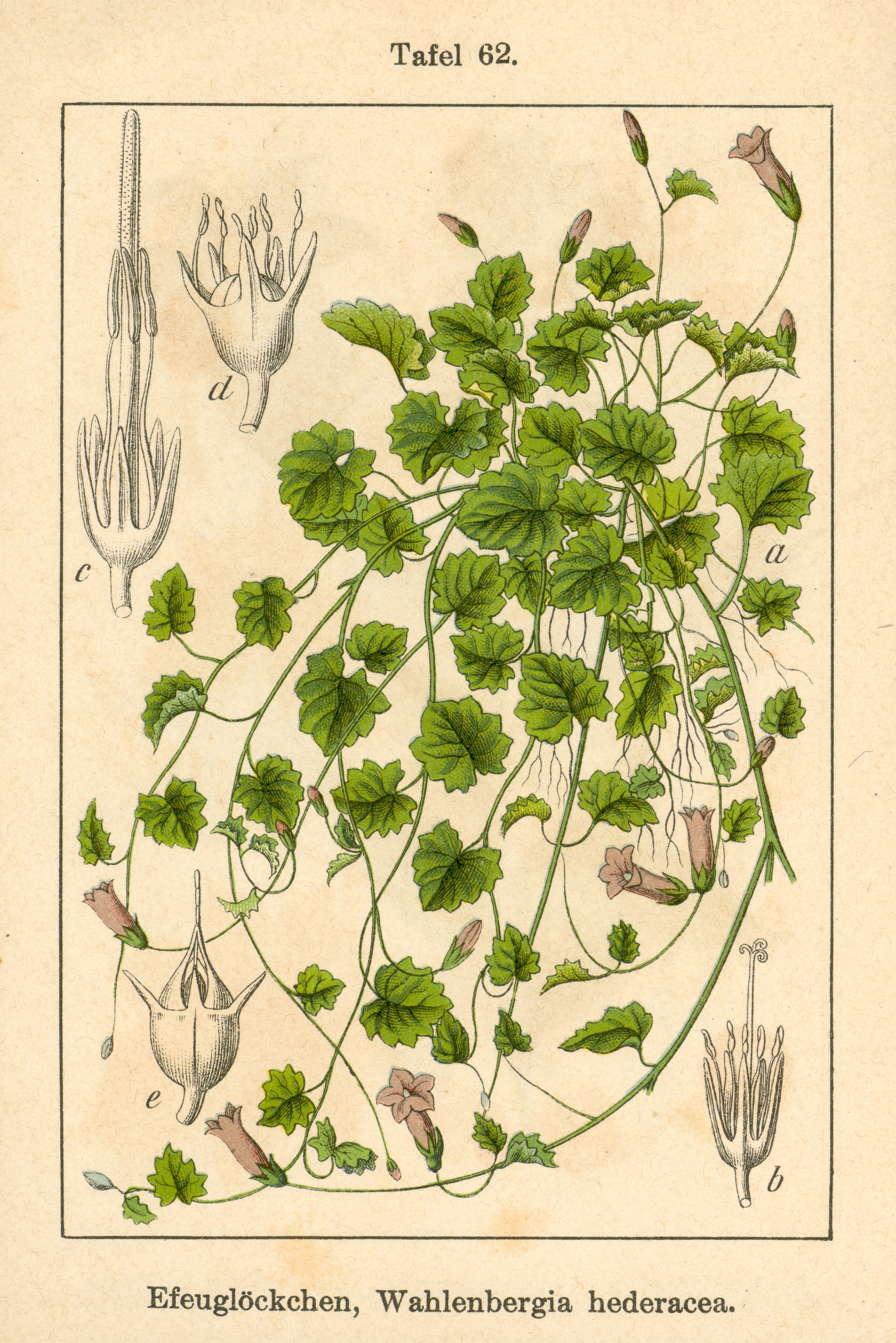
Illustration aus Sturm

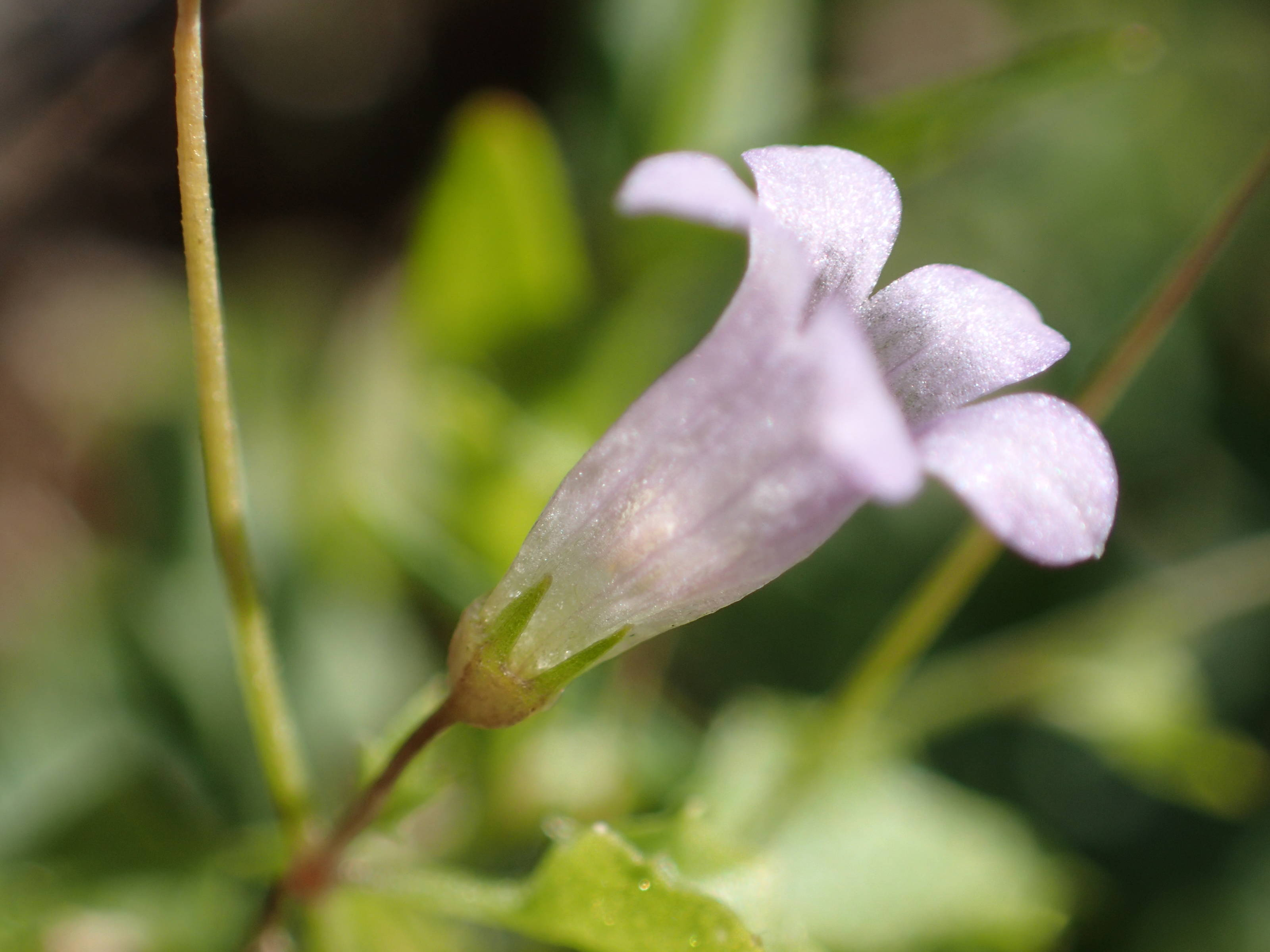
Blüte

### Vegetative Merkmale
Das Efeu-Moorglöckchen ist eine ausdauernde krautige Pflanze und erreicht Wuchshöhen von 2 bis 5 Zentimetern. Die niederliegenden bis kriechenden, fädigen Stängel sind 5 bis 25, höchstens 30 Zentimeter lang und es werden daran auch Wurzeln gebildet. Die oberirdischen Pflanzenteile sind kahl.
Die wechselständig angeordneten Laubblätter sind in Blattstiel und Blattspreite gegliedert. Der Blattstiel ist relativ lang. Die Blattspreite ist bei einer Länge von 5 bis 15 Millimetern sowie einer Breite von 5 bis 12 Millimetern im Umriss kreisförmig bis nierenförmig oder rundlich-eckig (efeuähnlich) mit herzförmigen Spreitengrund und sie ist schwach fünflappig.

### Generative Merkmale
Die Blütezeit liegt zwischen Juli und September. Die nickenden Blüten stehen einzeln in den Blattachseln. Die Blütenstiele sind dünn sowie bis zu 10 Zentimeter lang und überragen das Tragblatt weit.
Die zwittrigen Blüten sind fünfzählig mit doppelter Blütenhülle. Der Kelch ist 2 bis 3 Millimeter lang und die Kelchzipfel sind schmal. Die fünf Kronblätter sind glockenförmig verwachsen. Die blass-blaue Blütenkrone mit dunkleren Adern ist 6 bis 10 Millimeter lang und 5 bis 8 Millimeter breit. Die fünf spitzen Kronzipfel sind meist kürzer als die Kronröhre. Es ist nur ein (der äußere) Kreis mit fünf fertilen Staubblättern vorhanden. Die freien, behaarten Staubfäden sind nach unten kaum verbreitert (Unterschied zu Campanula sowie Adenophora). Der Griffel endet in drei bis fünf kurzen Narben.
Die aufrechte, bei einer Länge von etwa 3 Millimetern kugelige Kapselfrucht öffnet sich mit selten drei bis, meist fünf Längsspalten (Unterschied zu Campanula, bei der sie sich mit drei seitlichen Poren öffnet).
Die Chromosomenzahl beträgt 2n = 36.

## Vorkommen
Das Efeu-Moorglöckchen kommt in West- und Südwesteuropa vor. Sein Verbreitungsgebiet umfasst die Länder Portugal, Spanien, Frankreich, Großbritannien, Irland, Belgien, Deutschland und die Niederlande.
In Deutschland kommt sie nur bei Freiburg/Br., bei Aachen, im Maintal und in der Pfalz vor. Sie ist in Deutschland gesetzlich geschützt.
Es gedeiht in binsenreichen Nieder- und Quellmooren, an Gräben, in Torfmoospolstern, in Erlenbrüchen auf sickerstaunassen, kalkarmen, mäßig sauren, zum Teil torfigen Sumpfhumusböden in wintermilder humider Klimalage. Es ist eine Charakterart des Verbandes Juncion acutiflori und kommt auch in Gesellschaften des Verbandes Caricion fuscae vor.

## Taxonomie und Systematik
Die Erstveröffentlichung von Campanula hederacea erfolgte 1753 durch Carl von Linné  in Species Plantarum Band 1 Seite 169 als Campanula hederacea. Das Artepitheton hederacea bedeutet efeuähnlich und bezieht sich besonders auf die Form der Laubblätter. Linné hatte es von Caspar Bauhin übernommen. Diese Art wurde seit 1827 meist als Wahlenbergia hederacea (L.) Rchb. in die Gattung Wahlenbergia Schrader ex Roth gestellt. Erst durch William M.M. Eddie und Christopher N. Cupido wurde 2014 nachgewiesen, dass es besser von dieser Gattung getrennt und als Hesperocodon hederaceus (L.) Eddie & Cupido in eine eigene Gattung Hesperocodon Eddie & Cupido gestellt werden sollte. Weitere Synonyme für Hesperocodon hederaceus (L.) Eddie & Cupido sind: Wahlenbergia hederifolia (Salisb.) Bubani nom. superfl., Campanula hederifolia Salisb. nom. superfl., Roucela hederacea (L.) Dumort., Schultesia hederacea (L.) Roth, Valvinterlobus filiformis Dulac nom. superfl., Aikinia hederacea (L.) Salisb. ex Fourr., Campanopsis hederacea (L.) Kuntze, Cervicina hederacea (L.) Druce.

## Ökologie
Das Efeu-Moorglöckchen ist ein Humuswurzler. Die Bestäubung erfolgt durch Insekten.